# Путчино (Курська область)
Путчино (рос. Путчино) — присілок в Фатезькому районі Курської області Російської Федерації.
Населення становить 93 особи. Входить до складу муніципального утворення Русановська сільрада.

## Історія
Населений пункт розташований на території українського етнічного та культурного краю Східна Слобожанщина.
Від 2004 року входить до складу муніципального утворення Русановська сільрада.

## Населення
| 1979 | 2002 | 2010 |
| ---- | ---- | ---- |
| 415  | ↘175 | ↘93  |

## Постаті
- Дронов Олександр Вікторович (1977—2023) — старший солдат Збройних сил України, учасник російсько-української війни.